# 福地駅
福地駅（ふくちえき）は、愛知県西尾市川口町松原にある、名鉄西尾線の駅である。駅番号はGN11。全ての列車が停車する。

## 歴史
- 1915年（大正4年）2月13日 - 西尾鉄道が一色口駅を開業。
- 1926年（大正15年）12月1日 - 西尾鉄道が愛知電気鉄道へ合併したため、同社の駅となる。
- 1935年（昭和10年）8月1日 - 愛知電気鉄道が名岐鉄道への合併したことにより名古屋鉄道が発足したため、同社の駅となる。
- 1949年（昭和24年）3月1日 - 福地駅に改称。
- 1962年（昭和37年）度 - 貨物営業廃止[2]。
- 1967年（昭和42年）2月16日 - 無人化[3]。
- 2008年（平成20年）6月29日 - 駅集中管理システム・トランパス導入。同時に行われたダイヤ改正以降、全ての列車が停車する。
- 2011年（平成23年）2月11日 - ICカード乗車券「manaca」供用開始。
- 2012年（平成24年）2月29日 - トランパス供用終了。
- 2023年（令和5年）3月18日 - ダイヤ改正により西尾以南の特急が再開し、特急停車駅に昇格（2008年まで運行していた特急は通過していた）

駅集中管理システム導入以前の福地駅（2005年）
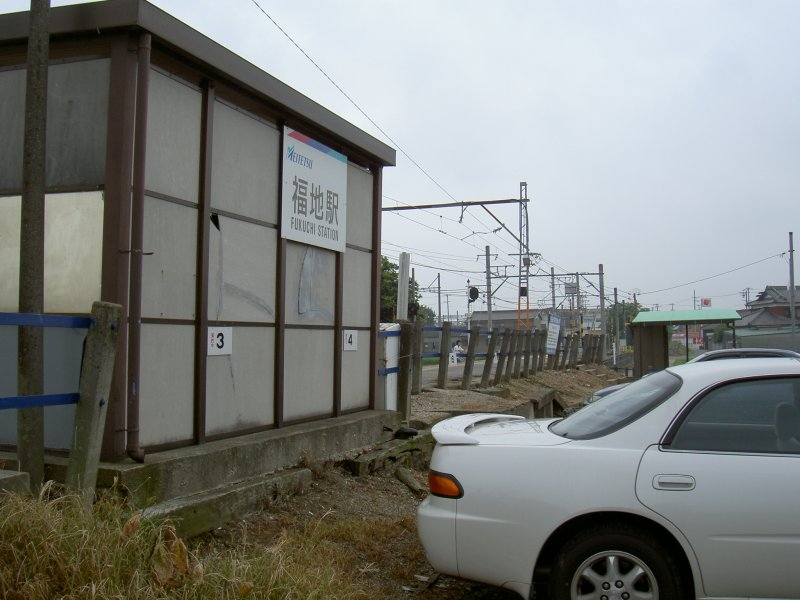
待合室
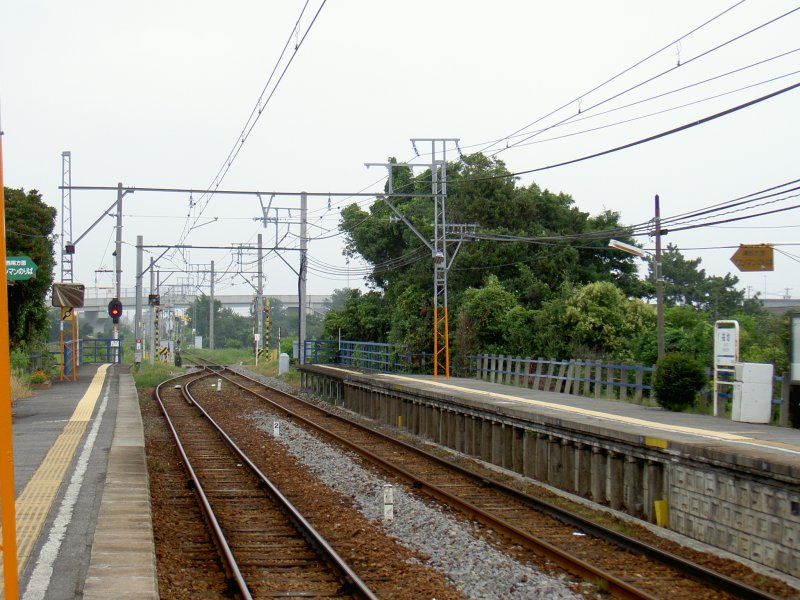
ホーム

## 駅構内
4両編成対応の2面2線相対ホームを持つ行違い可能な地上駅。駅集中管理システムが導入された無人駅（管理駅は西尾）である。当駅での行違いは平日朝の3本のみで、それ以外のほとんどは隣の上横須賀駅で行われる。駅舎は駅集中管理システム導入の際に建て替えられた。
日中に停車する列車は全て急行であり、毎時2本停車する。朝方と深夜には普通列車が停車し、平日の7時台には下りの特急（全車一般車）が1本停車する。
改札口は下りホーム側に1ヶ所あり、付近には自動券売機（継続manaca定期乗車券及び新規通勤manaca定期乗車券の購入も可能ではあるが、クレジットカードでの決済は7:00~22:00の間に限られる）と自動精算機（ICカードへのチャージ等も可能）が1台ずつ設置されている。なお、上りホームへは、吉良吉田寄りにある構内踏切で連絡している。

### のりば
| 番線 | 路線      | 方向 | 行先                         |
| ---- | --------- | ---- | ---------------------------- |
| 1    | GN 西尾線 | 下り | 西尾・新安城・名鉄名古屋方面 |
| 2    | GN 西尾線 | 上り | 吉良吉田ゆき                 |

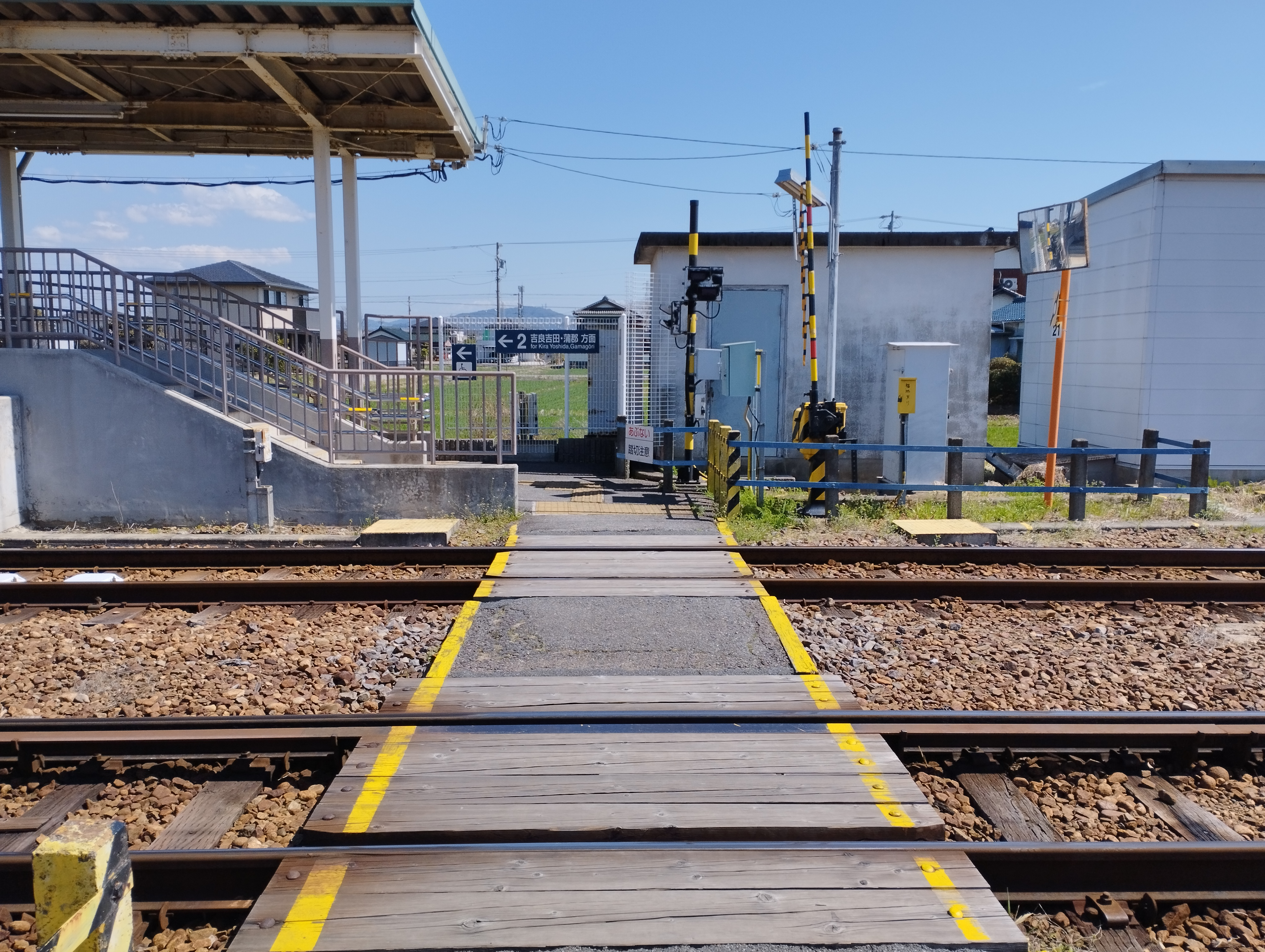
構内踏切
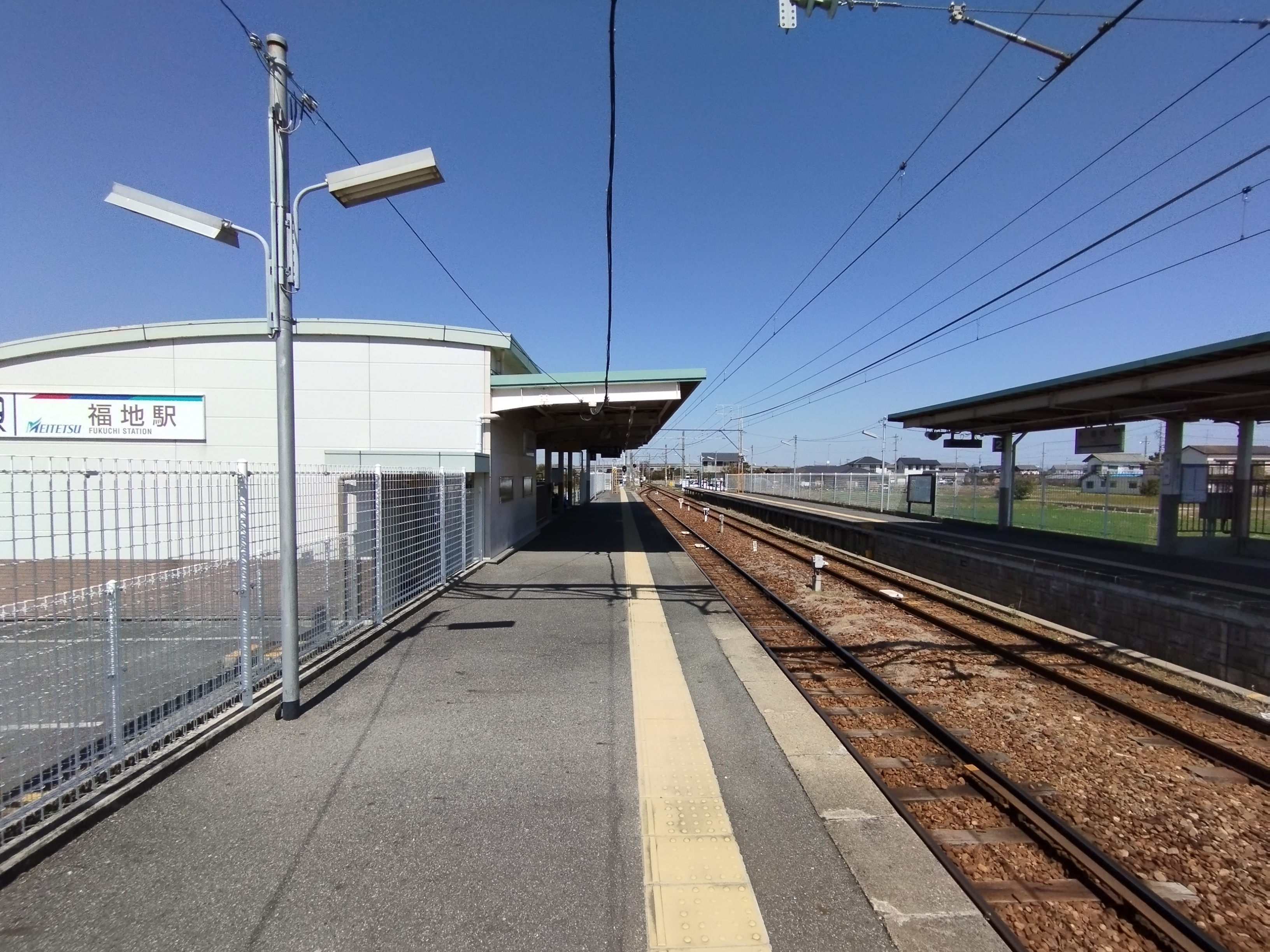
ホーム
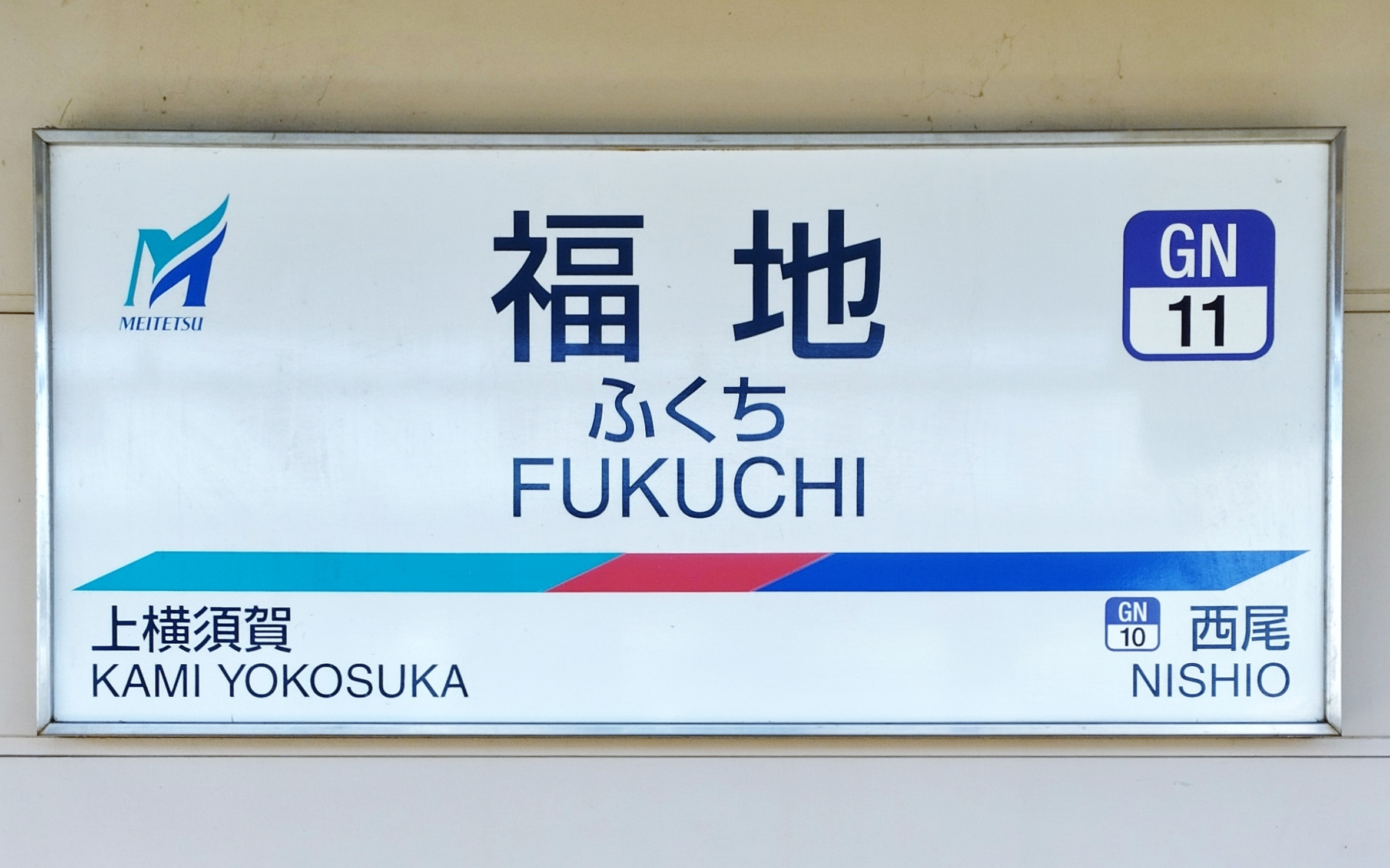
駅名標

### 配線図
| ← 西尾・ 新安城方面 | 福地駅 構内配線略図 | → 吉良吉田方面 |
| 凡例 出典:          |                     |                |

## 利用状況
- 「移動等円滑化取組報告書」によると、2020年度の1日平均乗降人員は1,029人である[7]。
- 『名鉄120年：近20年のあゆみ』によると2013年度当時の1日平均乗降人員は1,145人であり、この値は名鉄全駅（275駅）中211位、 西尾線・蒲郡線（23駅）中11位であった[8]。
- 『名古屋鉄道百年史』によると1992年度当時の1日平均乗降人員は595人であり、この値は岐阜市内線均一運賃区間内各駅（岐阜市内線・田神線・美濃町線徹明町駅 - 琴塚駅間）を除く名鉄全駅（342駅）中265位、西尾線・蒲郡線（24駅）中17位であった[9]。

### 平均乗車人員表
近年の1日平均乗車人員は下表の通り。
| 年度   | 1日平均 乗車人員 |
| ------ | ---------------- |
| 2006年 | 260              |
| 2007年 | 287              |
| 2008年 | 323              |
| 2009年 | 398              |
| 2010年 | 421              |
| 2016年 | 657              |

## 駅周辺

### 主な施設
- 西尾市憩の農園
- JA西三河福地支店
- 西尾信用金庫福地支店
- 西尾福地郵便局

### バス路線
- 名鉄東部交通バス
  - 名鉄東部交通：「一色線」の路線バス。バス停は福地駅沿いの道路にある。

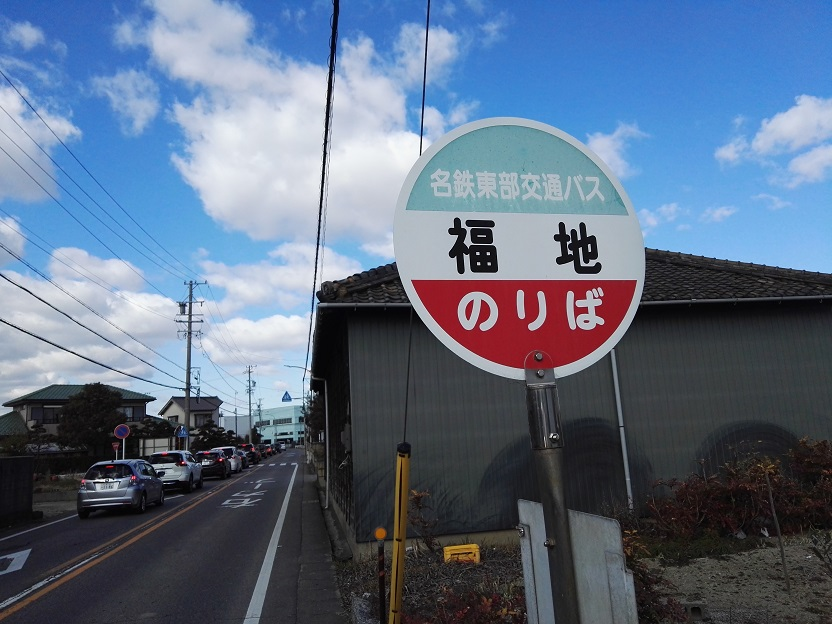
バス停
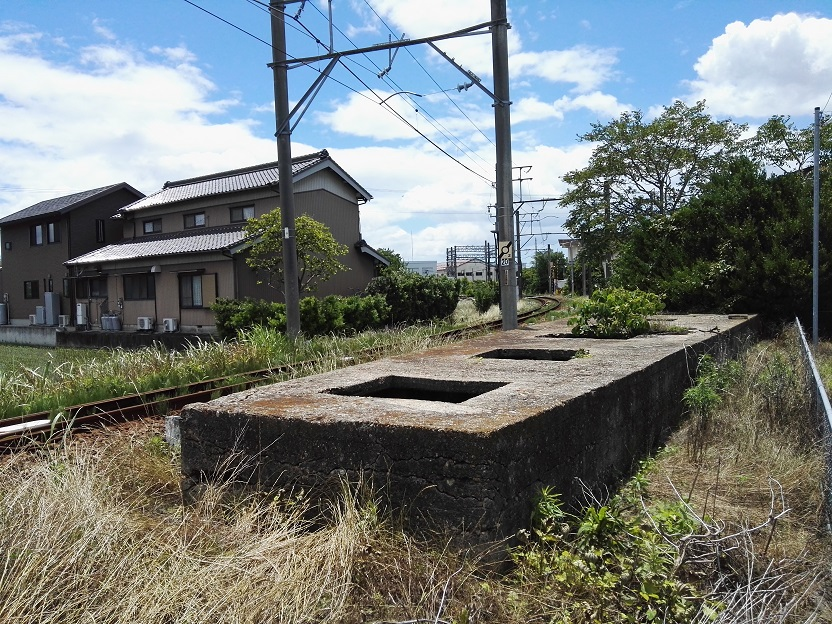
福地駅の屎尿貯留槽遺構

## その他
- 2022年（令和4年）に販売された「6000系ワンマン車両・白帯復刻記念キーホルダー」には「福地」を「福知」と表記する誤記があった[16]。

## 隣の駅
名古屋鉄道
GN 西尾線
■特急・■急行・■普通
西尾駅 (GN10) - 福地駅 (GN11) - 上横須賀駅 (GN12)
- 特急は西尾駅方面ゆきのみ運行。
- かつては当駅 - 上横須賀駅間に鎌谷駅が存在した。